# Leo Glans
Leo Hendriques Hugo Glans (Paramaribo, 22 april 1911 – Wassenaar, 9 oktober 1980) was een Surinaams kunstschilder. Hij was de eerste Surinamer die een opleiding aan de Rijksakademie van beeldende kunsten voltooide. Glans werd getroffen door blindheid op latere leeftijd.

## Levensloop
Glans werd geboren in een Creoolse middenstandsfamilie. Hij wilde al jong portretschilder worden en experimenteerde met allerlei kunstvormen, gestimuleerd door Wim Bos Verschuur. Glans volgde schilderlessen bij de Griekse schilder John Pandellis. In 1929 vertrok hij samen met Bos Verschuur naar Nederland. Hij ging in Amsterdam wonen, bij de familie Jonker (later zou de schrijver Albert Helman ook bij hen inwonen). Glans volgde een jaar tekenles bij Jan Uri en deed in het najaar van 1930 met succes toelatingsexamen bij de  Rijksakademie in Amsterdam. Tot zijn klasgenoten behoorden Wessel Couzijn en Pieter Kuhn. Na vier jaar studie rondde Glans in 1934 zijn opleiding af.
Hij wilde zich niet vastleggen op een bepaalde stijl en experimenteerde als kunstenaar met diverse stijlen. Tijdens een verblijf in het ziekenhuis maakte hij kennis met de leerling-verpleegster Anna Voorhoeve, met wie hij in 1946 zou trouwen. Tot en met 1938 schilderde Glans volop, maar hierna werd hij blind als gevolg van lepra waarmee hij in Suriname besmet was geraakt. Omdat Glans nu niet meer kon schilderen en tekenen, ging hij zich toeleggen op het verzamelen van kunst. De werken die hij wilde aanschaffen liet hij nauwgezet beschrijven door zijn vrouw, en op basis van haar beschrijvingen besliste hij over de aankoop. Zijn eigen werk hield hij de rest van zijn leven verborgen.
Leo Glans overleed op 69-jarige leeftijd in zijn woning te Wassenaar; zijn vrouw overleed in 2000.
Van Glans zijn 63 olieverfschilderijen bekend, 35 aquarellen en 149 tekeningen. Zijn laatste werk is het schilderij Vaas met blauwe en rode tulpen (1938). Glans' werk wordt thans beheerd door de Stichting Kunstwerken Leo Glans.

## Tentoonstelling
- In het Amsterdamse Tropenmuseum was van november 2005 tot april 2006 de eerste, postume, tentoonstelling van het werk van Leo Glans te zien: Licht en duisternis; De Surinaamse schilder Leo Glans (1911-1980). De tentoonstelling werd geopend door Jörgen Raymann. Tegelijk met de tentoonstelling verscheen een begeleidend boek over het leven en het werk van Glans.